# 清川寛
清川 寛（きよかわ ゆたか、1956年 - ）は、日本の官僚。通産官僚。関東経済産業局総務企画部長、国際超電導産業技術研究センター専務理事等を歴任した。

## 略歴
神戸市立御影北小学校、灘中学校・高等学校、東京大学法学部を卒業。
通商産業省（現・経済産業省）入省後、知的財産政策室長、東京大学大学院客員助教授、立地環境整備課長、関東経済産業局総務企画部長等を経て、独立行政法人経済産業研究所上席研究員に就任する。。国際超電導産業技術研究センター専務理事、清算人を歴任。

## 同期
- 立岡恒良（経済産業事務次官／三菱商事取締役、旭化成取締役、ニトリホールディングス取締役、ニコン取締役）
- 石黒憲彦（経済産業審議官、経済産業政策局長／日本電気(NEC)副社長、日本貿易振興機構(JETRO)理事長）
- 上田隆之（経済産業審議官、資源エネルギー庁長官／国際石油開発帝石(INPEX)代表取締役社長）
- 永塚誠一（商務情報政策局長、近畿経済産業局長／日本自動車工業会副会長・専務理事、三菱ふそうトラック・バス 代表取締役会長）
- 佐藤樹一郎（経済産業研究所副所長、中小企業庁次長、日本貿易振興機構ニューヨーク事務所長／大分県知事）
- 浜田昌良（生物化学産業課長／参議院議員、復興副大臣）
- 眞鍋隆（経済産業研究所長／産業技術総合研究所理事、カケンテストセンター理事長）
- 赤津光一郎（東北経済産業局長／貿易研修センター専務理事、日本機械輸出組合専務理事）
- 杉田定大（中国経済産業局長、大臣官房審議官（貿易経済協力局担当）／日中経済協会専務理事、日興証券顧問）
- 長尾尚人（中部経済産業局長／日本政策投資銀行常務執行役員、電子情報技術産業協会代表理事・専務理事）
- 後藤芳一（大臣官房審議官（製造産業局担当）／大阪大学大学院教授、東京大学大学院教授、機械振興協会副会長・技術研究所長）
- 今清水浩介（欧州中東アフリカ課長、日本貿易振興機構ジャカルタセンター長／情報処理推進機構理事、日本航空宇宙工業会専務理事、幕張メッセ代表取締役社長）
- 津上俊哉（公正貿易推進室長、在中国日本大使館参事官、北東アジア課長／日本国際問題研究所 客員研究員
- 古賀茂明（産業技術総合研究所理事・業務推進本部長、中小企業基盤整備機構理事／古賀茂明政策ラボ代表、大阪市特別顧問）
- 西山英彦（通商政策局審議官、環境省福島除染推進チーム次長／矢崎ブラジル副社長、大和エナジー・インフラ シニアアドバイザー）